# Blekerheide
De Blekerheide is een Belgisch natuurreservaat ten noordwesten van Lommel. Het vormt een van de laatst overgebleven heidegebieden in de uitgestrekte gemeente en bevindt zich enkele kilometers ten noorden van het centrum.
Het gebied ligt ingeklemd tussen de Nederlandse grens en het Kanaal Bocholt-Herentals. De met struikheide begroeide vlakte wordt voor het grootste deel omzoomd door bossen met grove den, die werden aangelegd om stuthout voor de mijnen te leveren.
Ten zuiden van dit gebied kan men met een lange houten voetbrug over het kanaal naar de Lommelse Sahara gaan. Ten westen ligt het Riebos en ten oosten ligt bebouwing.